# Фонологизация
Фонологиза́ция (фонематиза́ция) — род диахронических процессов дивергенции в языке: процесс возникновения и усиления новой фонологической оппозиции посредством превращения позиционно обусловленных аллофонов в самостоятельные фонемы. При этом аллофоны выходят из состояния дополнительного распределения, то есть начинают встречаться в одинаковой позиции.
Примером может служить фонологизация оппозиции /k/ : /č/ в славянских языках. После первой палатализации данные звуки оставались позиционными вариантами ([k] встречался перед гласными заднего, [č] — переднего ряда). Однако после перехода *ē > ā (*krīkētī > krīčātī, рус. кричать) позиция перед /a/ стала сильной и /k/ и /č/ стали самостоятельными фонемами.
Фонологизация противопоставлена дефонологизации — утрате фонологической оппозиции, а также трансфонологизации — смене различающего фонемы дифференциального признака.